# Ирвин, Брендан
Бре́ндан Э́ммет И́рвин (англ. Brendan Emmet Irvine; род. 17 мая 1996, Белфаст) — ирландский боксёр, представитель наилегчайших весовых категорий. Выступает за сборные Ирландии и Северной Ирландии по боксу с 2015 года, серебряный призёр Европейских игр, обладатель бронзовой медали чемпионата Европы, серебряный призёр Игр Содружества, участник летних Олимпийских игр в Рио-де-Жанейро.

## Биография
Брендан Ирвин родился 17 мая 1996 года в Белфасте, Северная Ирландия. Проходил подготовку в зале St. Paul’s Amateur Boxing Club.
Первого серьёзного успеха на взрослом международном уровне добился в сезоне 2015 года, когда вошёл в основной состав ирландской национальной сборной и побывал на Европейских играх в Баку, откуда привёз награду серебряного достоинства, выигранную в зачёте первой наилегчайшей весовой категории — в решающем финальном поединке уступил россиянину Батору Сагалуеву. Боксировал также на чемпионате мира в Дохе, но здесь попасть в число призёров не смог — в четвертьфинале был остановлен кубинцем Хоанисом Архилагосом.
В 2016 году одержал победу на чемпионате Ирландии в наилегчайшем весе и занял третье место на европейской олимпийской квалификации в Самсуне, благодаря чему прошёл отбор на летние Олимпийские игры в Рио-де-Жанейро. Однако на Играх уже в стартовом поединке категории до 52 кг единогласным решением судей потерпел поражение от узбека Шахобиддина Зоирова и сразу же выбыл из борьбы за медали.
После Олимпиады Ирвин остался в составе боксёрской команды Ирландии и продолжил принимать участие в крупнейших международных соревнованиях. Так, в 2017 году он вновь выиграл ирландское национальное первенство, стал бронзовым призёром чемпионата Европы в Харькове, выступил на чемпионате мира в Гамбурге, где остановился в 1/8 финала.
В 2018 году представлял Северную Ирландию на Играх Содружества в Голд-Косте и завоевал здесь серебряную медаль в наилегчайшем весе.